# Rallye Dakar 1998
Navigation
Édition précédente Édition suivante
Le Rallye Dakar 1998 est le 20e Rallye Dakar. Le départ a été donné le 1er janvier de Paris pour une arrivée le 18e janvier à Paris. 
Après déjà cinq victoires (1991 à 1993, 1995 et 1997), le français Stéphane Peterhansel participe a son dernier Dakar en moto et le remporte avec une blessure à la main durant presque toute la compétition, ce handicap qui l'aura poussé dans ses retranchements lui fera prendre la décision de passer à la catégorie auto l'année suivante, à l'âge de 33 ans. Dans cette catégorie auto, l'édition 98 voit la première victoire du français Jean-Pierre Fontenay. Dans la catégorie camion, la compétition couronne le Tchèque Karel Loprais au volant de son Tatra 815-2 ZE R55 4x4 Dakar "Puma", c'est son quatrième trophées après 1988, 1994 et 1995.

## Étapes
| Étape | Date        | Départ        | Arrivée       | Total (km)    |
| ----- | ----------- | ------------- | ------------- | ------------- |
| 1     | 1er janvier | Paris         | Narbonne      | 937           |
| 2     | 2 janvier   | Narbonne      | Grenade       | 1182          |
| 3     | 3 janvier   | Grenade       | Almería       | 234           |
| 4     | 4 janvier   | Nador         | Er Rachidia   | 613           |
| 5     | 5 janvier   | Er Rachidia   | Ouarzazate    | 577           |
| 6     | 6 janvier   | Ouarzazate    | Smara         | 1050          |
| 7     | 7 janvier   | Smara         | Zouerate      | 614           |
| 8     | 8 janvier   | Zouerate      | El Mreïti     | 684           |
| 9     | 9 janvier   | El Mreïti     | Taoudeni      | 478           |
| 10    | 10 janvier  | Taoudeni      | Gao           | 918           |
|       | 11 janvier  | Jour de repos | Jour de repos | Jour de repos |
| 11    | 12 janvier  | Gao           | Tombouctou    | 420           |
| 12    | 13 janvier  | Tombouctou    | Néma          | 566           |
| 13    | 14 janvier  | Néma          | Tidjikja      | 749           |
| 14    | 15 janvier  | Tidjikja      | Atar          | 394           |
| 15    | 16 janvier  | Atar          | Boutilimit    | 490           |
| 16    | 17 janvier  | Boutilimit    | Saint-Louis   | 422           |
| 17    | 18 janvier  | Saint-Louis   | Dakar         | 265           |

## Classements finaux

### Motos
| Pos. | Pilote               | Constructeur | Temps            |
| ---- | -------------------- | ------------ | ---------------- |
| 1    | Stéphane Peterhansel | Yamaha       | 62 h 39 min 37 s |
| 2    | Fabrizio Meoni       | KTM          | +30 min 29 s     |
| 3    | Andy Haydon          | KTM          | +1 h 19 min 42 s |
| 4    | Alfie Cox            | KTM          | +2 h 25 min 57 s |
| 5    | Gerard Jimmink       | KTM          | +3 h 16 min 29 s |
| 6    | Jordi Arcarons       | KTM          | +4 h 57 min 44 s |
| 7    | Dirk Von Zitzewitz   | KTM          | +5 h 32 min 35 s |
| 8    | John Deacon          | KTM          | +5 h 48 min 37 s |
| 9    | Jürgen Mayer         | KTM          | +7 h 56 min 41 s |
| 10   | Stanislav Zloch      | KTM          | +9 h 01 min 30 s |

### Autos
| Pos. | Pilote               | Copilote             | Constructeur        | Temps             |
| ---- | -------------------- | -------------------- | ------------------- | ----------------- |
| 1    | Jean-Pierre Fontenay | Gilles Picard        | Mitsubishi          | 65 h 25 min 58 s  |
| 2    | Kenjiro Shinozuka    | - Henri Magne        | Mitsubishi          | +1 h 45 min 44 s  |
| 3    | Bruno Saby           | Dominique Serieys    | Mitsubishi          | +1 h 59 min 01 s  |
| 4    | Hiroshi Masuoka      | Andreas Schulz       | Mitsubishi          | +5 h 55 min 27 s  |
| 5    | Jean-Louis Schlesser | Anne-Chantal Pauwels | Schlesser Aventures | +8 h 10 min 39 s  |
| 6    | Philippe Alliot      | Jacky Dubois         | Nissan              | +11 h 39 min 43 s |
| 7    | Dominique Housieaux  | Maurizio Dominella   | Nissan              | +13 h 20 min 24 s |
| 8    | Thierry De Lavergne  | Luis Arguelles       | Nissan              | +13 h 52 min 15 s |
| 9    | Miguel Prieto        | Fernando Gil         | Mitsubishi          | +17 h 42 min 50 s |
| 10   | Bob Ten Harkel       | Hennie den Toom      | Mitsubishi          | +23 h 28 min 05 s |

### Camions
| Pos. | Pilote             | Copilote                        | Constructeur  | Temps             |
| ---- | ------------------ | ------------------------------- | ------------- | ----------------- |
| 1    | Karel Loprais      | Radomír Stachura Jan Čermák     | Tatra         | 89 h 53 min 50 s  |
| 2    | Yoshimasa Sugawara | Naoko Matsumoto Takashi Ushioda | Hino          | +5 h 03 min 59 s  |
| 3    | Milan Korený       | Jaroslav Lamač Martin Kahanek   | Tatra         | +7 h 00 min 34 s  |
| 4    | Klaus Bauerle      | Anek Schurhagl                  | Mercedes-Benz | +14 h 45 min 45 s |
| 5    | Jean-Paul Bosonnet | Serge Lacourt Jean-Louis Berger | Mercedes-Benz | +19 h 26 min 13 s |
| 6    | Raphaël Gimbre     | François Marcheix Ái Nhật Bùi   | Mercedes-Benz | +19 h 44 min 37 s |
| 7    | Christian Barbier  | Daniel Moquet Pierre Barbier    | Mitsubishi    | +22 h 07 min 50 s |
| 8    | Marco Balboni      | Guido Toni                      | Mercedes-Benz | +44 h 32 min 57 s |